# Окелло, Силвейнус
Силвейнус Окелло (англ. Sylvanus Okello; род. 14 апреля 1963) — кенийский боксёр, представитель полутяжёлой весовой категории. Выступал за национальную сборную Кении по боксу в середине 1980-х годов, победитель и призёр турниров международного значения, участник летних Олимпийских игр в Лос-Анджелесе.

## Биография
Силвейнус Окелло родился 14 апреля 1963 года.
Информация о начале пути в боксе и ранних достижениях на ринге отсутствует в открытых источниках.
Впервые Окелло привлёк к себе внимание на взрослом международном уровне в сезоне 1984 года, когда вошёл в основной состав кенийской национальной сборной и в апреле побывал на Кубке короля в Бангкоке, где в зачёте полутяжёлого веса дошёл до стадии четвертьфиналов — был остановлен советским боксёром Владимиром Шином. Благодаря череде удачных выступлений удостоился права защищать честь страны на летних Олимпийских играх в Лос-Анджелесе — в категории до 81 кг благополучно прошёл первых двоих соперников по турнирной сетке, египтянина Ахмеда Эльнаггара и танзанийца Майкла Нассоро, тогда как в третьем четвертьфинальном бою в первом же раунде был нокаутирован американцем Эвандером Холифилдом, будущим многократным чемпионом мира среди профессионалов, который в итоге стал бронзовым призёром этого олимпийского турнира.
После лос-анджелесской Олимпиады Силвейнус Окелло ещё в течение некоторого времени оставался в составе боксёрской команды Кении и продолжал принимать участие в различных международных турнирах. Так, в 1985 году он отметился выступлением в матчевой встрече со сборной ФРГ, в рамках которой уступил досрочно в первом раунде немецкому боксёру Маркусу Ботту.